# Штерн, Рене
Рене Штерн (нем. René Stern; род. 15 февраля 1972) — немецкий шахматист, гроссмейстер (2014).

## Спортивные достижения
Победитель командного чемпионата ГДР в 1990 году (команда Empor Berlin).
Победитель чемпионата Германии по быстрым шахматам в 2010 году и чемпионата Германии по блицу в 2013 году.
Победитель чемпионатов Берлина в 2010, 2011, 2012 и 2014 годах.

## Изменения рейтинга
| Графики недоступны из-за технических проблем. См. информацию на Фабрикаторе и на mediawiki.org. |